# Castelul Obama

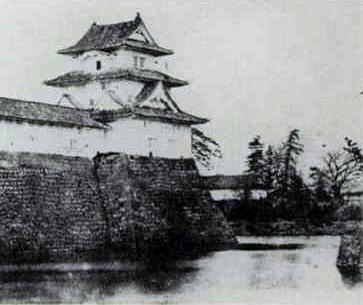
Donjonul Castelului Obama, înainte de 1871

Castelul Obama (小浜城 Obama-jō?) a fost un castel la marginea mării, ce se afla în orașul de astăzi numit Obama, Prefectura Fukui, Japonia. De-a lungul perioadei Edo, acesta reprezenta sediul unei ramuri tinere a clanului Sakai, care au fost daimyō prin erudiție a domeniului Obama, sub conducerea shogunatului Tokugawa. Castelul era cunoscut, de asemenea, sub numele de Castelul Unpin (雲浜城 Unpin-jō?).

## Istoria castelului
În urma bătăliei de la Sekigahara din 1601, victoriosul Tokugawa Ieyasu a acordat provincia Wakasa generalului său, Kyōgoku Takatsugu. La început, Takatsugu s-a mutat în castelul Nochiseyama, ocupând locul strămoșesc al clanului Takeda, care a fost construit pe un munte cu vederea asupra întregului oraș Obama. Cu toate acestea, imediat după, acesta a decis să construiască un nou castel, pe o deltă a râului în golful Obama, ceea ce i-ar oferi un control mai mare asupra jōkamachi și a portului, acestea fiind poziții strategice. Construcția a fost continuată de fiul său Kyōgoku Tadataka începând cu 1609; cu toate acestea, Tadataka a fost transferat în provincia Izumo în 1634, înainte de finisarea castelului.
Clanul Kyōgoku a fost înlocuit de Sakai Tadakatsu, un important adept al șogunatului, care a servit ca Tairō sub domnia șogunilor Tokugawa Iemitsu și Tokugawa Ietsuna. El a modificat aspectul castelului și l-a completat în 1641. Clanul Sakai a continuat să guverneze de la castelul Obama timp de 14 generații de-a lungul a 237 de ani până la sfârșitul perioadei Edo. Cea mai mare parte a castelului a fost distrusă de un incendiu în 1871 în timpul construcției unei noi cazarme a armatei japoneze imperiale și, deși donjonul a supraviețuit, a fost abandonat în 1875. O mare parte a celei de-a doua curți interioare este  acum ocupată de locuințe rezidențiale și doar o parte din gropi, fortificările puternice și fundația donjonului au supraviețuit. Un altar shinto, Obama Jinja, este acum situat lângă locul donjonului. În 1956, locul castelului Obama a fost desemnat ca fiind un sit istoric prefectural.

## Proiecția grafică
Castelul Obama a fost construit pe malul Mării Japoniei, pe o peninsulă asemănătoare acului, formată de-a lungul a două râuri care contribuie foarte mult la apărarea sa naturală. La marginea de sud-vest a curții interioare se afla un donjon de 29 de metri cu trei etaje, modelat după obiecțiile lui Fujimi Yagura de la Castelul Edo. Curtea interioară a fost proiectată în funcție de curtea exterioară concentrică, având 30 de turnuri de veghe yagura și fiind înconjurată de un șanț plin cu apă. 